# DAX
Deutscher Aktienindex (forkortet DAX) er et tysk aktieindeks, der består af de 40 mest handlede aktier på Frankfurter Wertpapierbörse.
Indekset blev etableret 30. december 1987 som afløsning for Börsen Zeitung Index. DAX blev etableret med grundværdien 1.000. Siden 2006 er værdien blevet beregnet hvert sekund som et vægtet kursgennemsnit af de mest handlede aktier. Denne beregningsmåde er meget lig den, der benyttes for OMX C25-indekset.